# Stemona kerrii
Stemona kerrii är en enhjärtbladig växtart som beskrevs av William Grant Craib. Stemona kerrii ingår i släktet Stemona och familjen Stemonaceae. Inga underarter finns listade.